# Zamek w Abenbergu
Zamek w Abenbergu – gotycka budowla, znajdująca się w Abenbergu.

## Źródła
- Daniel Burger, Birgit Friedel: Burgen und Schlösser in Mittelfranken. ars vivendi Verlag, Cadolzburg 2003, ISBN 3-89716-379-9, S. 89–91.